# 徳島県サッカーリーグ
徳島県サッカーリーグ（とくしまけんサッカーリーグ）とは、全国の各都道府県にあるサッカーの都道府県リーグのひとつ。徳島県のクラブチームが参加するリーグである。

## 概要&レギュレーション
徳島県サッカーリーグは3部で構成される（2025年）。
- 1部（11チーム、40分ハーフ）[1]
  - 1回戦総当たり
- 2部（11チーム、35分ハーフ）[2]
  - 1回戦総当たり
- 3部（7チーム、35分ハーフ）[3]
  - 2回戦総当たり
  - 2018年まで2ブロック制であったが、2019年から1ブロックに統合された。

### 昇格・降格に関して
- 1部の優勝チームは四国リーグチャレンジチーム決定戦に進出する。ただし、大学サッカー連盟所属チームが優勝した場合は2位が繰り上げ出場となる。
- 1部の10位・11位が2部に自動降格し、2部の1位・2位が1部に自動昇格する。1部9位と2部3位は入替戦を行う。
- 2部の10位・11位が3部に自動降格し、3部の1位・2位が1部に自動昇格する。2部9位と3部3位は入替戦を行う。

## 参加チーム（2025年）

### 1部
- F.C.UNITY
- イエローモンキーズ
- N.J.
- 蹴友会
- FC暁
- 徳島大学サッカー部
- FC道楽
- Sorpresa
- 徳島県庁SC
- FCジャパン
- 徳島大学医学部サッカー部

### 2部
- レッドサンズ
- 吉野クラブ
- FC Naruto
- 白虎隊
- FC Aguilas
- alma美馬SC
- FC山川
- Galaxy徳島
- FC侍
- FC EURO
- LAZO TOKUSHIMA CITY.FC

### 3部
- リベルテ阿波
- FC蔵本
- タイガース
- 阿南Desfruta FC
- F.C.B.S
- ラガッチ蔵本2004
- 24FS TOKUSHIMA

## 歴代優勝チーム

### 1部
※四国サッカーリーグ昇格チームは太字で表記
- 2000年：アレックスSC
- 2001年：アレックスSC
- 2002年：N.J.
- 2003年：蹴友会
- 2004年：徳島FCカバロス2002
- 2005年：徳島ヴォルティス・カバロス
- 2006年：蹴友会
- 2007年：カンピオーネ
- 2008年：吉野クラブ
- 2009年：蹴友会
- 2010年：吉野クラブ
- 2011年：徳島大学ヒポクラテス
- 2012年：セレステ
- 2013年：F.C.UNITY
- 2014年：イエローモンキーズ
- 2015年：セレステ
- 2016年：光洋シーリングテクノ
- 2017年：イエローモンキーズ
- 2018年：徳島大学医学部
- 2019年：徳島大学医学部
- 2020年：F.C.UNITY
- 2021年：イエローモンキーズ
- 2022年：蹴友会
- 2023年：イエローモンキーズ
- 2024年：F.C.UNITY

### 2部
- 2006年：セレステ
- 2007年：石井FC
- 2008年：リベルテ阿波
- 2009年：応虎会
- 2010年：カンピオーネ
- 2011年：F.C.UNITY
- 2012年：イエローモンキーズ
- 2013年：IWGP
- 2014年：光洋シーリングテクノ
- 2015年：FC山川
- 2016年：徳島大学医学部
- 2017年：石井FC
- 2018年：白虎隊
- 2019年：FC暁
- 2020年：FC Aguilas
- 2021年：FC徳島KENTO'S
- 2022年：カンピオーネ
- 2023年：FC道楽
- 2024年：FCジャパン